# 嘉百麗·戴斯特雷

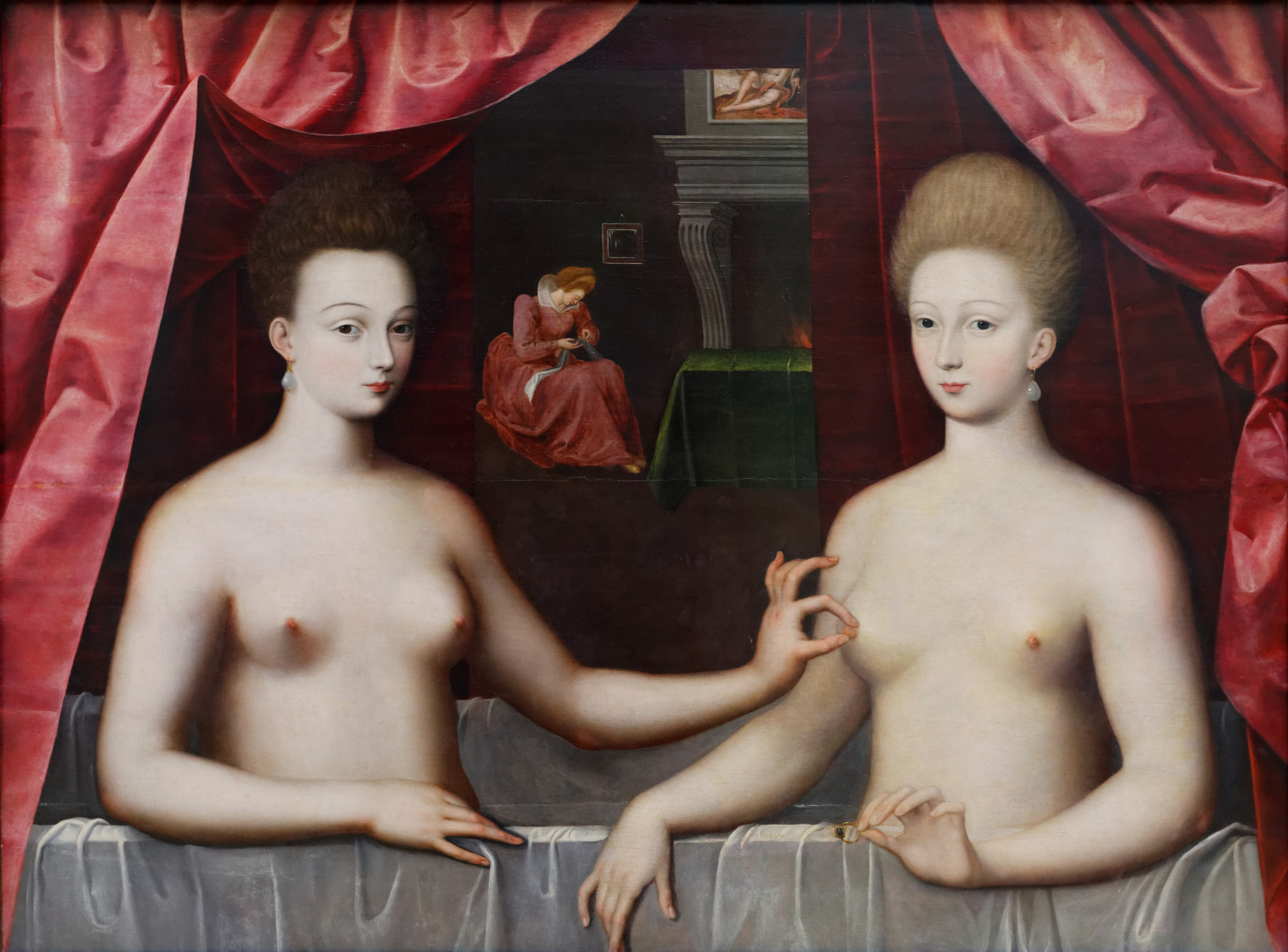
嘉百麗與姊妹

嘉百麗·戴斯特雷（法語：Gabrielle d'Estrées，1573年—1599年4月10日），波福和維納伊公爵夫人，蒙索侯爵夫人，是法國國王亨利四世的情婦和顧問。她因在結束法國30多年的宗教內戰發揮的作用而聞名。
1593年，她說服亨利放棄新教，轉而信仰天主教。後來，她敦促法國天主教徒接受「南特詔書」。因為亨利已經和瓦盧瓦的瑪格麗特結婚，在法律上不可能娶她，因此亨利在1599年向教皇克勉八世請求廢除他與瑪格麗特的婚姻，並宣布他打算與嘉百麗結婚，這引起了爭議。但由於她的突然去世，問題就此結束。

## 脚注
1. ↑  Petit Robert dictionary, Dictionnaires Le Robert, Paris, 1988.
2. ↑  Desclozeaux, Adrien. . Paris: H. Champion. 1889: 2 （法语）.
3. ↑  Herman, Eleanor. . New York, NY: St. Martin's Publishing Group. 2018: 147. ISBN 978-1-250-14086-9 （英语）.
4. ↑  Poisson, Georges. . Perrin. 2013: 465.